# جيمس ستيوارت جونيور
جيمس ستيوارت جونيور (بالإنجليزية: James Stewart)‏ هو متسابق دراجات نارية أمريكي، ولد في 21 ديسمبر 1985 في بارتو في الولايات المتحدة.